# Pseudoliprus
Pseudoliprus is een geslacht van kevers uit de familie bladkevers (Chrysomelidae).
De wetenschappelijke naam van het geslacht werd in 1960 gepubliceerd door Chûjô & Kimoto.

## Soorten
- Pseudoliprus bisulcatus Chen & Wang, 1980
- Pseudoliprus chinensis Medvedev, 1993
- Pseudoliprus kimotonis Komiya, 2006
- Pseudoliprus lalashanensis Komiya, 2006